# Ritlabs
Ritlabs (Фирма «Ritlabs» S.R.L.) — молдавская компания, специализирующаяся на разработке программного обеспечения.
Фирма работает на рынке информационных технологий с 1998 года и разрабатывает коммуникационные продукты для корпоративных и частных клиентов. Первым коммерческим продуктом фирмы стал файловый менеджер Dos Navigator, который впоследствии стал распространяться как открытое программное обеспечение. После выпуска Dos Navigator фирма сосредоточилась на выпуске линейки продуктов для безопасной передачи данных в открытых информационных сетях: The Bat!, The Bat! Voyager, BatPost.

## История
В 2002 году фирма выпустила первую версию почтового сервера «BatPost».
В 2003 году фирма удостоилась звания «Экспортер года» в Молдове, учрежденному государственной организацией по продвижению молдавского экспорта (MEPO).
В 2004 году фирма выпустила программу «The Bat! Private Disk» для хранения личных данных.
В 2006 году фирма выпустила программу «The Bat! Voyager», которая позволяет хранить и работать с почтой на портативных устройствах, таких как USB-флеш-накопитель.
В 2013 году фирма удостоилась звания «Сознательный налогоплательщик», учрежденного Главной Государственной Налоговой Инспекцией Республики Молдова.